# Lepechinella sagamiensis
Lepechinella sagamiensis is een vlokreeftensoort uit de familie van de Atylidae. De wetenschappelijke naam van de soort is voor het eerst geldig gepubliceerd in 1981 door Gamo.